# 普氏白蛺蝶
普氏白蛺蝶（学名：Helcyra plesseni），又名臺灣白蛺蝶、國姓小紫蛺蝶
、寬信紫蛺蝶、北山小紫蛺蝶、朴銀白蛺蝶、國姓白蛺蝶、朝倉小型紫蛺蝶，为蛺蝶科白蛺蝶屬下的一个种。本種之種小名係紀念德國博物學者維克多‧巴隆‧普羅森。

## 描述
本種雌雄差異不明顯，或僅略有差異。
雄蝶特徵：頭褐色、有白色毛隆，觸角黑褐，具白點與白斑，末端膨大如錘。胸背黑褐、腹面銀白泛綠；足銀白綴黑紋，前足癒合、刺狀、有毛。腹部背面黑褐，腹面銀白。前翅長28-32 mm，呈三角形，後翅葉狀，翅脈略突出。翅背面褐色，具明顯白色帶紋與斑點；翅腹面銀白泛綠，有白帶、橙帶與黑斑。
雌蝶與雄蝶形態相似，但白色斑紋較明顯，前足具爪、分節、無毛。
整體外觀：中型蛺蝶，體背褐色、腹白。翅形：前翅三角形，後翅扇形、邊緣波狀，翅脈M3末端突出。翅背褐色，有明顯白色帶紋及斑點列。翅腹面泛青白色，與背面相應處有白帶，外緣具橙帶與黑白斑紋。緣毛呈褐白相間。

## 分布
本種為台灣特有種，分布於全島中低海拔地區常綠闊葉林。

## 生態習性
本種幼蟲以朴科沙楠子樹葉片為食，一年多世代；成蟲主要於春夏活動，幼蟲會吐絲固定枯葉藉以躲藏度冬。

## 外部連結
- 维基共享资源上的相關多媒體資源：普氏白蛺蝶
- 維基物種上的相關：普氏白蛺蝶